# 쌍충비각
쌍충비각(雙忠碑閣)은 인천광역시 강화군 불은면 덕성리, 강화 광성보에 있는 건축물이다. 1986년 4월 1일 강화군의 향토유적 제10호로 지정되었다.

## 개요
쌍충비는 불은면 덕성리 산12번지에 자리잡고 있으며 현재 향토유적 제10호로 지정되어 있다. 광성보 경내에 2기가 있다. 1871년 신미양요 때 광성보전투에서 순절한 중군 어재연 외 59명의 순절비이다. 1기는 강화군민이 건립한 <광성파수순절비(廣城把守殉節碑)>로 비의 규모는 폭 62cm, 높이 168cm, 두께 25cm의 양면비로 1873년에 건립한 것이다. 
다른 1기는 어재연과 어재순순절비인데 폭이 58cm, 높이 177cm, 두께 26.5cm의 양면비로 역시 1873년에 건립했다. 고종 때부터 제사를 지내왔으며, 1970년부터는 어재연의 후손인 어윤원이 제형을 올려 충절의 유업을 추모하고 있다. 

## 같이 보기
- 어재연